# Kilian Goffaux
Kilian Goffaux (Gent, 27 juni 2001) is een Belgisch acro-gymnast. 

## Levensloop
In 2017 behaalde hij samen met Robin Casse brons op de Wereldspelen in het Poolse Wrocław. Daarnaast behaalde het duo dat jaar goud in de tempofinale en zilver in de allround- en balansfinale op het EK in het Poolse Rzeszów.